# Ryoga Sekihara
Ryoga Sekihara (関原 凌河 Sekihara Ryoga?, nacido el 20 de junio de 1991 en Miyazaki) es un exfutbolista japonés. Jugaba de centrocampista y su último club fue el Kamatamare Sanuki de Japón.

## Trayectoria

### Clubes
| Club              | País  | Año         |
| ----------------- | ----- | ----------- |
| Kataller Toyama   | Japón | 2010 - 2012 |
| Kamatamare Sanuki | Japón | 2013 - 2015 |

## Estadística de carrera

### J. League
| Club              | Año   | J. League | J. League | Copa J. League | Copa J. League | Total | Total |
| Club              | Año   | Part.     | Goles     | Part.          | Goles          | Part. | Goles |
| ----------------- | ----- | --------- | --------- | -------------- | -------------- | ----- | ----- |
| Kataller Toyama   | 2010  | 6         | 1         | -              | -              | 6     | 1     |
| Kataller Toyama   | 2011  | 15        | 0         | -              | -              | 15    | 0     |
| Kataller Toyama   | 2012  | 15        | 0         | -              | -              | 15    | 0     |
| Kamatamare Sanuki | 2014  | 18        | 2         | -              | -              | 18    | 2     |
| Kamatamare Sanuki | 2015  | 1         | 0         | -              | -              | 1     | 0     |
| Total             | Total | 55        | 3         | 0              | 0              | 55    | 3     |